# Manfred Konieczka
Manfred Konieczka (* 26. Mai 1941) ist ein deutscher Tischtennisspieler, der an der Europameisterschaft 1962 teilnahm.

## Werdegang
Manfred Konieczka stammt aus Berlin. Er ist Abwehrspieler und benutzte lange Jahre einen klassischen „Barna-Schläger“ mit beidseitigem Noppengummibelag ohne Schwamm. Seine Tischtenniskarriere begann er beim Verein VfV Neukölln und setzte sie 1956 bei Tennis Borussia Berlin fort. Erste Erfolge erzielte er als Jugendlicher 1957 bei der Jugend-Europameisterschaft, wo er im Mixed mit Brigitte Wolf das Endspiel erreichte. Ein Jahr später wurde er mit der gleichen Partnerin deutscher Meister im Mixed. In der Saison 1960/61 kam er mit Tennis Borussia in die Endrunde der deutschen Mannschaftsmeisterschaft und landete auf Platz drei. 1970 wechselte er zu Hertha BSC und war dort am Aufstieg in die 1. Bundesliga beteiligt. 1983 kehrte er zu Tennis Borussia zurück. Anfang der 1980er Jahre schloss er sich erneut Hertha BSC mit, stieg 1985 mit dem Team auf und war maßgeblich am Klassenerhalt 1986 in der 1. BL beteiligt. Ab 1986 spielte er wieder für Tennis Borussia in der 2. Bundesliga.
1962 wurde er für die Individualwettbewerbe der Europameisterschaft in West-Berlin nominiert. Hier gewann er im Einzel gegen Carlo Jaminet (Luxemburg) und schied dann gegen den Jugoslawen Edvard Vecko aus. Das Doppel mit Wolfgang Lux kam zwei Runden weiter. Nach Siegen gegen Alberto Lo/Antonio Osorio (Portugal) und Carlo Jaminet/Valentin Langehegermann (Luxemburg) verloren sie gegen Edvard Vecko/Istvan Korpa aus Jugoslawien. Auch im Mixed mit Edith Steinke (TTC Blau-Gold Berlin) schied er erst in der dritten Runde aus: Sie setzten sich gegen Charapoulos/Scrivanou (Griechenland) und Zeljko Hrbud/Cirila Pirc (Jugoslawien) durch und unterlagen danach den Deutschen Wolf Berger/Marlies Berger.
1972 wurde Manfred Konieczka in der deutschen Rangliste auf Platz 12 geführt. Von 1959 bis 1987 wurde er siebenmal Berliner Meister im Einzel, neunmal im Doppel und fünfmal im Mixed.

## Tennis
Neben dem Tischtennissport war Manfred Konieczka seit 1972 auch im Tennis aktiv. Mit dem Berliner Verein TC Frohnau spielte er in der Oberliga, der höchsten Klasse Berlins.

## Privat
Manfred Konieczka arbeitete als Beamter bei der Bundesversicherungsanstalt für Angestellte (BfA). Mit seiner Ehefrau Gabriele hat er eine gemeinsame Tochter. Gabriele zählte zu den besten Spielerinnen Berlins: Mit der Mädchenmannschaft des VfL Tegel wurde sie – unter ihrem Mädchennamen Gabriele Eisermann – dreimal in Folge Berliner Meisterin (1962–1964). Bei den Berliner Schüler-Einzelmeisterschaften gewann sie fünf Titel: 1961 im Doppel und Mixed, 1963 im Einzel, Doppel und Mixed. Bei den Berliner Jugend-Einzelmeisterschaften siegte sie 1961/62 im Doppel an der Seite von Jutta Krüger (BFC Meteor 06). Ab der Saison 1967/68 bis zur Saison 1988/89 spielte sie in der 1. Damenmannschaft des TTC Blau-Gold Berlin – in der Oberliga Nord, Landesliga, Stadtliga, Oberliga Berlin (Berliner Mannschaftsmeisterin 1987/88) und zum Schluss noch ein Jahr in der neu gegründeten Oberliga Berlin/Hamburg/Schleswig-Holstein.

## Turnierergebnisse
| Verband | Veranstaltung                         | Jahr | Ort            | Land | Einzel | Doppel | Mixed  | Team |
| ------- | ------------------------------------- | ---- | -------------- | ---- | ------ | ------ | ------ | ---- |
| FRG     | Jugend-Europameisterschaft (Junioren) | 1957 | Donaueschingen | FRG  |        |        | Silber |      |